# Казанская городская дума
Казанская городская дума — представительный орган муниципального образования города Казани, состоит из 50 депутатов, избираемых сроком на 5 лет.
Основная форма работы Думы — сессия. Сессии Гордумы проводятся не реже одного раза в 3 месяца в Казанской Ратуше.
Казанская городская дума принимает законы и избирает мэра, чаще всего им становится лидер победившей партии.

## Формирование
Избирается по смешанной системе, 25 депутатов по партийным спискам и 25 по одномандатным округам.

## Выборы

### 2015
Выборы в Казанскую городскую думу состоялись 13 сентября 2015 года. Выборы в Казанскую городскую думу сопровождались сообщениями о фальсификациях.

### 2020
13 сентября 2020 года прошли очередные выборы в Казанскую городскую думу. На них победу одержала Единая Россия.